# Acetato de plomo(IV)
El acetato de plomo es un compuesto químico con la fórmula química Pb(C2H3O2)4 y es una sal del ácido acético. Se puede comprar, usualmente estabilizado con dicho ácido.
Se puede preparar mediante la reacción de tetraóxido de plomo con ácido acético.

## Estructura
Cada átomo de plomo está rodeado por cuatro aniones acetato, que son bidentados, debido a la deslocalización de la carga negativa en los dos átomos de oxígeno. El átomo de plomo está, por tanto, octacoordinado. La geometría es la de un biesfenoide romo.

## Síntesis
Se puede preparar haciendo reaccionar tetróxido de plomo con ácido acético:

## Reactivo en química orgánica
El tetraacetato de plomo es un fuerte agente oxidante. También es una fuente de grupos acetato, y un reactivo usado para sintetizar compuestos de organoplomo.

## Nota
1. ↑  Número CAS
2. ↑  Louis Jacques Thénard (1830). Tratado completo de química teórica y práctica, 4. Imprenta de Busseuil y Compañía. pp. 65-. Consultado el 1 de junio de 2011.
3. ↑  Inorg. Synth, 1, 47 (1939).
4. ↑  Zýka, J. (1966). «Analytical study of the basic properties of lead tetraacetate as oxidizing agent». Pure and Applied Chemistry. doi:10.1351/pac196613040569. Consultado el 7 de diciembre de 2016.

- Datos: Q422852
- Multimedia: Lead tetraacetate / Q422852